# 兵庫県立宝塚西高等学校
兵庫県立宝塚西高等学校（ひょうごけんりつたからづかにしこうとうがっこう）は兵庫県宝塚市にある県立の高等学校。1977年4月に開校。校訓は｢自立・自律・捨身｣。学科は一般コースと国際教養類型(通称LAC: Liberal Arts and Communication class)に分かれている。国際教養類型ではJICA訪問や近隣の小学校への英語の出前授業など、国際的な学びが展開されていることが特徴である。2025年度以前は国際教養コースの名称が用いられていた。
逆瀬川駅からは距離があるため、学生専用のバスが阪急バスにより運行されている。また、近隣には兵庫県立宝塚高等学校がある。

## 所在地
- 兵庫県宝塚市ゆずり葉台1丁目1番1号

北緯34度47分22.8秒 東経135度19分28.8秒 / 北緯34.789667度 東経135.324667度

## 部活動

### 運動部
- 剣道
- 硬式野球
- サッカー
- 柔道
- ソフトテニス
- バスケットボール
- バドミントン
- バレーボール
- ハンドボール
- 陸上競技
- ソフトボール

### 文化部
- 家庭科
- 写真
- 吹奏楽
- 日本文化研究部〈雅〉
- 美術
- 文芸
- 放送
- パソコン

### 同好会
- ESS（English Studying Society）
- キークラブ

## 主な卒業生
- 上泉雄一（毎日放送アナウンサー）
- 信濃岳夫（吉本新喜劇）
- 塚本麻里衣（朝日放送テレビアナウンサー）
- 小松英一郎（物理学者、マックス・プランク宇宙物理学研究所所長）